# Federico Gamboa
Federico Gamboa Iglesias (Ciudad de México, 22 de diciembre de 1864 - íb., 15 de agosto de 1939) fue un escritor y diplomático mexicano. Se le ha considerado como uno de los máximos exponentes del naturalismo en México.
Escribió novelas, obras de teatro, artículos para periódicos y revistas, así como una autobiografía cuando tenía 28 años de edad. Durante muchos años llevó el registro de su andar y pensar, anotaciones que aparecieron en forma de cinco diarios. De forma póstuma se publicaron dos tomos más de estos diarios.

## Vida como diplomático
Federico Gamboa estudió para Notario en la Escuela Nacional de Jurisprudencia, sin embargo, frente a la orfandad completa y la necesidad de ganarse el sustento, abandonó la escuela en 1884 y entró a trabajar como escribiente en un Juzgado de lo Civil. Durante esa temporada (1884-1888), compaginó su trabajo de oficina con la de periodista. En el periódico El Diario del Hogar tuvo una columna que tituló Desde mi mesa, la cual firmaba con el seudónimo de «La Corcadiere». No conforme con ello, Gamboa decidió probar suerte en el servicio público.
Después de presentar los exámenes correspondientes, ingresó al Servicio Exterior Mexicano (SEM) como segundo secretario el 9 de octubre de 1888. Gamboa tenía 24 años cuando fue enviado a Guatemala; después le tocó trabajar en la legación de Argentina. Durante un tiempo (1894-1895) quedó cesante. Regresó al SEM como Jefe de la sección de Cancillería en la Secretaría de Relaciones Exteriores en 1896. Fue Encargado de negocios interino de 1899 a 1902 en Guatemala; y luego primer secretario de la legación mexicana en Washington, Estados Unidos (1903).
Hacia el final del gobierno de Porfirio Díaz, fue ministro plenipotenciario en Guatemala (1910), subsecretario y encargado de despacho de la Secretaría de Relaciones Exteriores en ese mismo año. Fue uno de los organizadores de los festejos del centenario de la Independencia de México, al término de los cuales fue nombrado Ministro plenipotenciario de México en Bélgica y los Países Bajos, y al mismo tiempo fue enviado como comisionado especial ante el gobierno de España para agradecer la misión enviada por este con motivo de las fiestas del Centenario. 
Del 12 de agosto al 24 de septiembre de 1913 ocupó el puesto de secretario de Relaciones Exteriores. Su carrera en la diplomacia terminó cuando renunció, tras cuarenta y cuatro días en el cargo, para lanzarse como candidato a la presidencia, junto con el general Eugenio Rascón como vicepresidente, por el Partido Católico Nacional el 26 de octubre de 1913. Los vencedores en esos comicios fueron Victoriano Huerta y Aureliano Blanquet.

## Novelista y académico
Sus primeros libros, como la colección de novelas cortas Del natural escrito en 1889 o la novela larga Apariencias, de 1892, muestran a un autor todavía inexperto. No fue sino hasta la aparición de Suprema Ley, en 1896, que alcanzó la madurez y un cierto éxito entre el público mexicano. Publicó su autobiografía (Impresiones y recuerdos) en 1893, a la edad de 28 años. Este texto le generó tanto aplausos como señalamientos severos. La obra que le dio fama nacional e internacional es, curiosamente, la única que tiene por protagonista a una mujer: Santa, escrita durante su misión diplomática en Guatemala y publicada originalmente en 1903.  Esta obra fue, en palabras de José Emilio Pacheco, «el primer best seller mexicano […] (y) al mismo tiempo su contrario: el long seller, el libro que continúa leyéndose a lo largo de muchos años».
El 14 de noviembre de 1889 fue aceptado como miembro extranjero de la Academia correspondiente de la Real Academia Española. El 22 de marzo de 1909, fue nombrado miembro de la Academia Mexicana de la Lengua, ocupó la silla XVII, y fue director de 1923 a 1939. El 25 de enero de 1921 fue nombrado como titular de la cátedra de Derecho Internacional Público en la Escuela Libre de Derecho, siendo profesor de esta institución hasta su renuncia el 21 de enero de 1926, retomando brevemente la misma cátedra de 1931 a 1933. El 20 de marzo de 1935 fue nombrado Individuo Honorario de la Academia Colombiana de la Lengua.

## Porfiriato

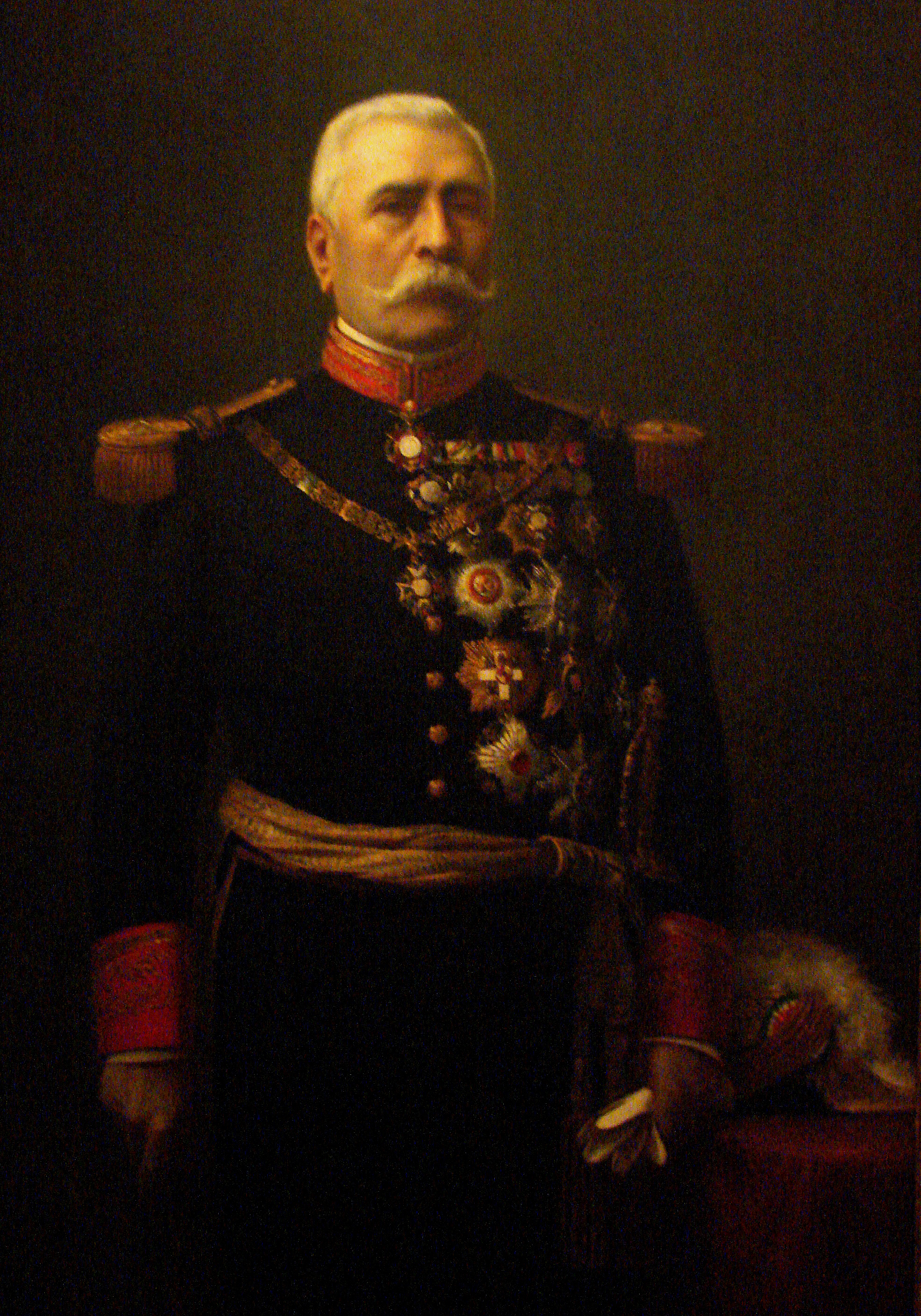
Porfirio Díaz, presidente de México.

Federico Gamboa ha pasado a la historia como uno de los novelistas mexicanos más representativos del régimen de Porfirio Díaz; José Emilio Pacheco afirma que Gamboa era «un desarraigado geográfico que en la sociedad porfiriana encuentra un sitio». Gamboa fue, ante todo, un hombre que buscó hacer de esa época de bonanza el fin. Para el escritor y diplomático, ser parte del Porfiriato era algo más que una casualidad: era inevitablemente su sino; sin embargo, la realidad de la Revolución mexicana trajo el fin de su carrera política. Porfirio Díaz abandonó la escena pública en mayo de 1911 y Gamboa lo recibió a su llegada a Europa, logrando incluso conservar su puesto como Embajador en los Países Bajos. 
Durante el gobierno de Victoriano Huerta fue invitado a ocupar la cabeza de la Secretaría de Relaciones Exteriores, que aceptó en 1913, pero que abandonó cuarenta y cuatro días después para participar en las elecciones presidencial por el Partido Católico Nacional en que resultó ganador Huerta. Eso marcó el fin de su carrera como servidor público y de su época de bonanza ya que durante el gobierno de Venustiano Carranza, Gamboa se vio obligado a exiliarse, junto con su esposa, María Sagaseta y su único hijo, primero en los Estados Unidos y después en La Habana, Cuba, de 1914 a 1919.

## Obras

### Narrativa
La obra en narrativa de Gamboa es la siguiente:
- Del natural. Esbozos contemporáneos. (1889)[10][11]
- Apariencias[12]
- Edición apócrifa de Apariencias (1892) en el folletín del diario El Oeste en Mercedes, Argentina[8][9]
- Suprema Ley (1896)[13]
- Edición apócrifa de Suprema Ley (1913) en un diario de Caracas, Venezuela[8]
- Metamorfosis (1899)
- Santa (1903)[14]
- Reconquista (1908)[15]

- La llaga (1913)[16]

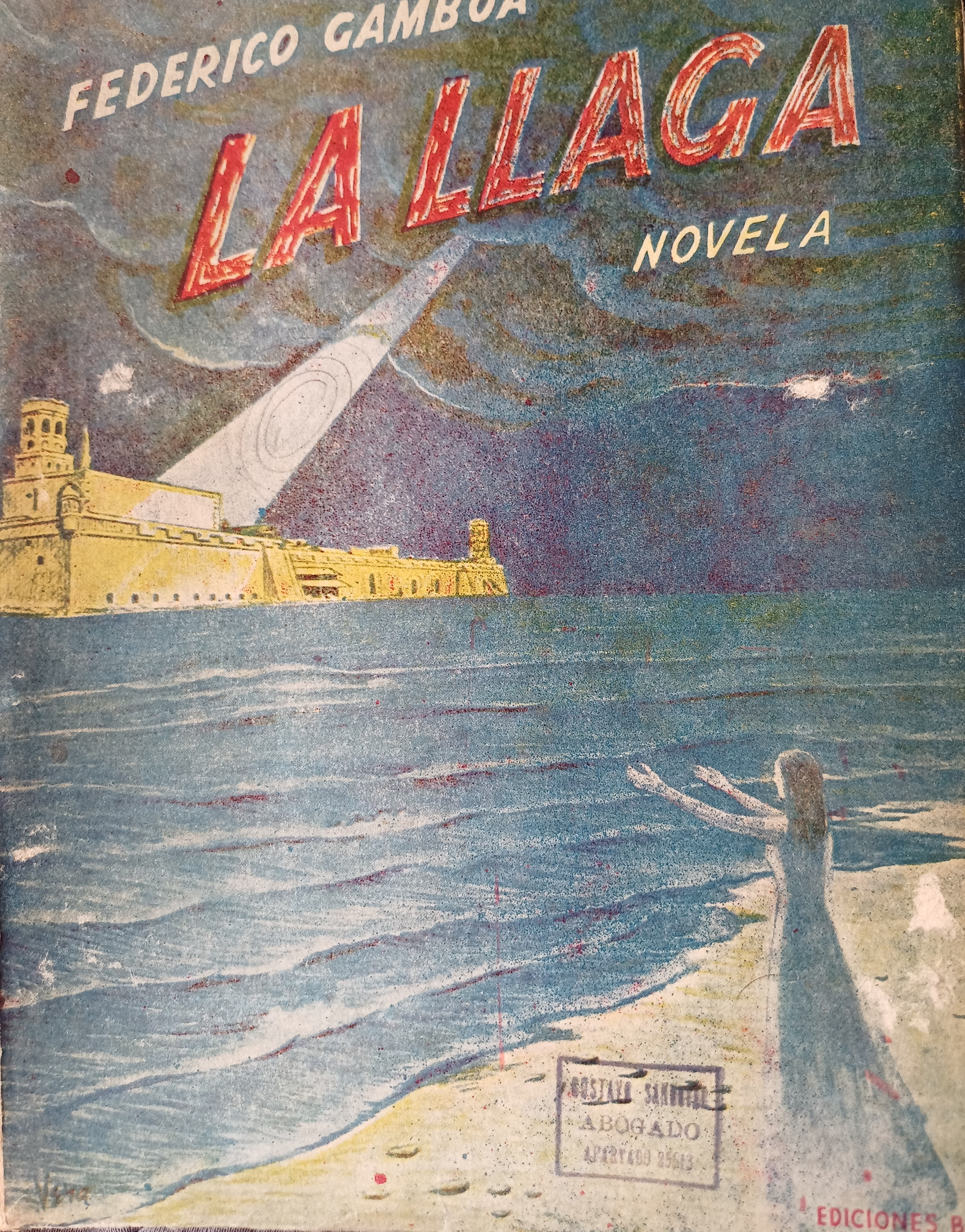
Portada de La llaga (Ediciones Botas, México, 1946).

- El evangelista: novela de costumbres mexicanas (1922)[17][18][19]

### Autobiografía y memorias
- Impresiones y recuerdos (1893)[20][21]
- Mi Diario. Primera Serie I: 1892 – 1896, (1908)
- Mi Diario I (1892 – 1896) Mucho de mi vida y algo de la de otros, Introducción de José Emilio Pacheco
- Mi Diario, Primera Serie II: 1897 – 1900, (1910)[2]
- Mi Diario, Primera Serie III: 1901 – 1904, (1920)[3]
- Mi Diario, Mucho de mi vida y algo de la de otros, Segunda Serie I: 1905 – 1908, (1934)
- Mi Diario IV (1905 – 1908) Mucho de mi vida y algo de la de otros, México, CONACULTA.
- Mi Diario, Mucho de mi vida y algo de la de otros, Segunda Serie II: 1909 – 1911(1938)
- Mi Diario VI (1912 – 1919) (1995) Mucho de mi vida y algo de la de otros. Posthumous.
- MI Diario VII (1920 – 1939) (1996) Mucho de mi vida y algo de la de otros. Posthumous.

### Teatro
El trabajo en teatro del escritor es:
- La última campaña (1894): Comedia social en tres actos y en prosa; estrenada en el Teatro Principal de la Ciudad de México, el 11 de mayo de 1894.[23][24]
- Divertirse (1894): Monólogo en prosa, México. Estrenada el 6 de junio de 1894 en el Teatro Nacional de la Ciudad de México.[8][22]
- La venganza de la Gleba (1904): Drama en prosa, 3 actos. Impreso en Washington en 1904 y en Guatemala en 1907. Estrenada el 14 de octubre de 1905 en el Teatro Renacimiento de la Ciudad de México.[8][22]
- A buena cuenta (1907)  Drama, San Salvador. Estrenada el 6 de febrero de 1914 en el Teatro Ideal de la Ciudad de México.[8][22]
- Entre hermanos (1925), Tragedia. Estrenada el 19 de mayo de 1928 en el Teatro Arbeu, México.[8][22]

### Periodismo
- (1884) Corrector de pruebas del periódico El Foro: periódico de legislación y jurisprudencia.
- (1885 – 1887) En El Diario del Hogar labora como reportero, gacetillero, cronista de alternativa, hasta que logra tener una columna. Para 1886 aparecen sus crónicas Celajes de la ópera firmadas con el pseudónimo «La Cocardière». Al poco tiempo su columna cambia de nombre y se llama Desde mi mesa.
- (1888) Redactor en El Lunes. Comienza a firmar las crónicas con su nombre.
- (1894 – 1895) Federico Gamboa y Ángel de Campo publicaron en El Mundo la columna Siluetas que pasan, que firmaban como Bouvard o como Pécuchet.
- (1915 – 1917) Director interino (1915), articulista, encargado de traducir artículos del inglés, francés e italiano al español, encargado de la sección bibliográfica en la revista La Reforma Social, en la Habana, Cuba.
- (1926 – 1939) Escribió durante años un artículo semanario para El Universal.

### Ensayo
- La novela mexicana (1914). Conferencia leída en la “Librería General” de Francisco Gamoneda, el 3 de enero de 1914. Impresa en México el mismo año por Eusebio Gómez de la Puente.
- La confesión de un palacio. Ensayo sobre historia nacional.
- “Un baile en Palacio”, colaboración en Gustavo Baz (1887) Un año en México, México, E. Dublan y Cía. Editores.

### Trabajos cinematográficos basados en su obra
- Suprema Ley (1896) fue adaptada para el cine en 1936 y estrenada el 19 de marzo de 1937 en el cine Rex. Dirigida por Rafael E. Portas, protagonizada por Andrés Soler y Gloria Morel.[8]
- Santa (1903) ha sido adaptada al cine en cuatro ocasiones: en 1918, versión silente dirigida por Luis G. Peredo, con Elena Sánchez Valenzuela; en 1932, dirigida por Antonio Moreno, con una canción de Agustín Lara y con Lupita Tovar; en 1943, dirigida por Norman Foster, con Esther Fernández, estrenada el 10 de junio en el cine Palacio, en el que duró cuatro semanas, y en 1969, dirigida por Emilio Gómez Muriel, con la interpretación de Julissa.[8] Existe una versión realizada en España en 1991, dirigida por Paul Leduc, intitulada Latino Bar, y una adaptación de 1949, dirigida por Fernando de Fuentes, llamada Hipólito el de Santa, con Esther Fernández.[8]
- La llaga (1913) fue adaptada al cine en dos ocasiones: en 1919, versión silente del director Luis G. Peredo, con Gustavo Curiel, María Mercedes Ferriz y Elena Sánchez Valenzuela; en 1937 fue adaptada por segunda ocasión, esta vez dirigida por Ramón Peón, con René Cardona, María Luisa Zea y Adria Delhort. Esta segunda versión fue estrenada el 18 de julio de 1937 en el cine Palacio.[8]

### Obras de Gamboa
- Gamboa, Federico (1892).  Jacobo Peuser, ed. Apariencias. Buenos Aires, Argentina.
- Gamboa, Federico (1922) [1893].  Gómez de la Puente, Eusebio, ed. Impresiones y recuerdos (2.ª edición). México.
- Gamboa, Federico (1994) [1893]. Impresiones y recuerdos (1.ª edición). México: Consejo Nacional para la Cultura y las Artes.
- — (2012) [1893]. «Impresiones y recuerdos». Todos somos iguales frente a las tentaciones. Una Antología General. Federico Gamboa. Biblioteca Americana, serie Viajes al Siglo XIX (1.ª edición). México: Fondo de Cultura Económica (FCE), Universidad Nacional Autónoma de México (UNAM), Fundación para las letras Mexicanas (f,l,m.).
- — (1894). La última campaña (1.ª edición). México: Tipografía, litografía y encuadernación de I. Paz.
- — (1896). Suprema Ley (1.ª edición). París – México: Librería de la Vda. De Ch. Bouret.
- — (1915) [1899].  Gómez de la Puente, Eusebio, ed. Del natural. Esbozos contemporáneaos (3.ª edición). México.
- — (2012) [1899]. «Del natural. Esbozos contemporáneaos». Todos somos iguales frente a las tentaciones. Una Antología General. Federico Gamboa. Biblioteca Americana, serie Viajes al Siglo XIX (1.ª edición). México: Fondo de Cultura Económica (FCE), Universidad Nacional Autónoma de México (UNAM), Fundación para las letras Mexicanas (f,l,m.).
- — (1900). La última campaña (2.ª edición). Guatemala: Síguere y Cía.
- — (1938) [1903]. Santa (11.ª edición). México: Botas.
- — (1937) [1908].  Gómez de la Puente, Eusebio, ed. Reconquista (2.ª edición). México: Botas.
- — (1947) [1913]. La llaga (3.ª edición). México: Botas, COLI.
- — (1910).  Gómez de la Puente, Eusebio, ed. Mi diario, primera serie. México: La Europea. Archivado desde el original el 4 de junio de 2015. Consultado el 4 de junio de 2015.
- — (1920).  Gómez de la Puente, Eusebio, ed. Mi diario, primera serie III. México: Hispano Americana. Archivado desde el original el 5 de junio de 2015. Consultado el 4 de junio de 2015.
- — (1920).  Gómez de la Puente, Eusebio, ed. Suprema Ley (2.ª edición). México.
- — (1927) [1922]. El evangelista: novela de costumbres mexicanas (2.ª edición edición). México: Librería Guadalupana.
- — (1965) [1922]. El evangelista: novela de costumbres mexicanas. México: La Prensa.
- — (1965). Novelas, prólogo de Francisco Monterde. México: Fondo de Cultura Económica.
- — (2000). Teatro; edición, estudio preliminar, biografía, cronología, bibliografía y notas de María Guadalupe García Barragán. México: UNAM, Coordinación de Humanidades.
- — (2005) [1922]. «El evangelista: novela de costumbres mexicanas». Colección Relato, Licenciado Vidriera (México: UNAM, Coordinación de Difusión Cultural, Dirección General de Publicaciones y Fomento Editorial) 27.